# Miss Universo Paraguay 2010
El concurso Miss Paraguay 2010 se celebró en Asunción, Paraguay, el día 16 de julio del 2010. Mareike Baumgarten, Miss Universo Paraguay 2009 coronó a su sucesora Yohana Benítez Olmedo, quien representó a este país en el Miss Universo 2010 llevado a cabo en Las Vegas, EE. UU.. En la misma noche se eligió a Egni Eckert como Miss Mundo Paraguay 2010 y a María José Paredes como Miss Internacional Paraguay 2010, quienes representaron a Paraguay en el Miss Mundo 2010 y Miss Internacional 2010 respectivamente. El concurso fue transmitido en vivo por Telefuturo desde el Estudio Principal de dicha cadena televisiva.
El evento fue conducido por Rubén Rodríguez y la ex Reina Sudamericana, Tania Domanicky

## Resultado
| Posiciones                  | Candidata                                                                   |
| --------------------------- | --------------------------------------------------------------------------- |
| Miss Paraguay 2010          | Yohana Benítez                                                              |
| Miss Mundo Paraguay         | Egni Eckert                                                                 |
| Miss Internacional Paraguay | María José Paredes                                                          |
| Primera finalista           | Larissa Villalba                                                            |
| Segunda finalista           | Magdalena Estigarribia                                                      |
| Top 10                      | Andréa Arévalos Jisela Amaro Marisol Bernal Rosa María Ayala Karina Tillera |

## Candidatas
| Candidata                       | Edad | Estatura (cm) ! |
| ------------------------------- | ---- | --------------- |
| Magdalena Estigarribia Ferreira | 18   | 1.80            |
| Yohana Benítez Olmedo           | 23   | 1.75            |
| Mirna Suárez Riera              | 23   | 1.73            |
| Rosa Ayala Samper               | 18   | 1.81            |
| Karen Bottrell Lomaquis         | 19   | 1.75            |
| María Andréa Arévalos Arriola   | 18   | 1.72            |
| María José Paredes González     | 19   | 1.75            |
| Diana Benítez Ojeda             | 24   | 1.76            |
| María Soledad Bernal Somonelli  | 20   | 1.76            |
| Gabriela Arias Amarilla         | 24   | 1.80            |
| Alicia Karina Tillera Arias     | 19   | 1.81            |
| Egni Analia Almirón Eckert      | 22   | 1.83            |
| Sara Lorena Cáceres Marecos     | 22   | 1.73            |
| Aida González Viale             | 22   | 1.73            |
| Evelyn Gómez Villegas           | 21   | 1.79            |
| Stephanie Alfonso Schinini      | 21   | 1.80            |
| Jisela María Amaro Vera         | 20   | 1.70            |
| Larissa Villalba Valdez         | 20   | 1.75            |